# 托米斯拉夫·普察尔
托米斯拉夫·普察尔（1996年1月26日—）生于普拉，是一名克罗地亚男子乒乓球运动员。他在大约七岁时受父亲影响开始接触乒乓球，父亲在一开始也担任他的教练，2006年，他开始参加乒乓球比赛，十四岁时，他随家人移居至萨格勒布，他在那里接受到更好的训练条件。后来，他进入萨格勒布的一所体育高中就读。高中毕业后，他进入萨格勒布大学修读体育研究专业。